# Aimo Cajander
Aimo Kaarlo Cajander (Uusikaupunki, 4 aprile 1879 – Helsinki, 21 gennaio 1943) è stato un politico finlandese, tre volte primo ministro: nel 1922, nel 1924 e dal 1937 al 1939.

## Biografia
Professore di selvicoltura dal 1911 al 1934, fu direttore generale del Servizio delle Foreste e dei Parchi della Finlandia dal 1934 al 1943 e presidente del partito progressista nazionale dal 1933 al 1943. 
Cajander entrò in politica solo nel 1922 quando venne nominato a capo di un governo tecnico dal presidente della Repubblica Kaarlo Juho Ståhlberg. Nel 1928 divenne ministro della Difesa e nel 1929 venne eletto in parlamento. 
Quando Kyösti Kallio divenne presidente della Repubblica nel 1937, Cajander - che all'epoca era diventato presidente del partito progressista nazionale - venne nuovamente incaricato di formare un governo di coalizione con i socialdemocratici e la Lega agraria. 
Nel novembre 1939 l'Unione Sovietica attaccò la Finlandia (in quella che verrà ricordata come la guerra d'inverno) e Cajander si dimise.